# Volleybalvereniging Peelpush 2023-2024
Questa voce raccoglie le informazioni riguardanti il Volleybalvereniging Peelpush nelle competizioni ufficiali della stagione 2023-2024.

## Stagione
Il Volleybalvereniging Peelpush partecipa alla stagione 2023-24 senza alcuna denominazione sponsorizzata.
Partecipa alla Eredivisie, classificandosi all'ottavo posto, grazie al quale accede alla Poule B, dove ottiene un quinto posto e pertanto mancando la qualificazione ai play-off scudetto. In Coppa dei Paesi Bassi non va oltre gli ottavi di finale, venendo sconfitto dalla Dynamo Apeldoorn.

## Organigramma societario
Area direttiva
- Presidente: Wil van Oosteren
- Manager: René Strijbosch

Area tecnica
- Allenatore: Johan Leenders
- Secondo allenatore: Robin van Rijswijck
- Assistente allenatore: Bob Soberje
- Scoutman: Arjan Naus
- Preparatore atletico: Nancy Hendriks

Area sanitaria
- Fisioterapista: William van der Heijden

## Rosa
| N° | Nome               | Ruolo | Data di nascita   | Nazionalità sportiva |
| -- | ------------------ | ----- | ----------------- | -------------------- |
| 1  | Juul Knapen        | O     | 4 novembre 2003   | Paesi Bassi          |
| 2  | Lynn Aerts         | S     | 12 luglio 2000    | Paesi Bassi          |
| 3  | Loes Hunnekens     | C     | 2 luglio 1997     | Paesi Bassi          |
| 4  | Lieke Oomen        | P     | 13 gennaio 1998   | Paesi Bassi          |
| 5  | Laura Vermaas      | C     | 2003              | Paesi Bassi          |
| 6  | Nina Evers         | C     | 1º giugno 2008    | Paesi Bassi          |
| 7  | Heleen Wiegerinck  | O     | 8 settembre 2006  | Paesi Bassi          |
| 8  | Wies Smits         | S     | 12 marzo 2006     | Paesi Bassi          |
| 9  | Shanou van Hameren | L     | 4 febbraio 2001   | Paesi Bassi          |
| 11 | Anouk de Jong      | L     | 16 gennaio 1996   | Paesi Bassi          |
| 13 | Paula Tober        | S     | 21 febbraio 2005  | Paesi Bassi          |
| 14 | Juul Crins         | P     | 1º settembre 2003 | Paesi Bassi          |
| -  | Yannah Janssen     | S     | 19 gennaio 2007   | Paesi Bassi          |
| -  | Renske van Wijlick | S     | -                 | Paesi Bassi          |
| -  | Pim Volmer         | O     | -                 | Paesi Bassi          |

## Risultati

### Coppa dei Paesi Bassi
| Ottavi di finale - 23 dicembre 2024 Omnisport Apeldoorn, Apeldoorn | Dynamo Apeldoorn | 3 - 1 | Peelpush | 19-25, 25-12, 26-24, 25-23 |

## Statistiche

### Statistiche di squadra
| Competizione          | Punti | In casa | In casa | In casa | In trasferta | In trasferta | In trasferta | Totale | Totale | Totale |
| Competizione          | Punti | G       | V       | P       | G            | V            | P            | G      | V      | P      |
| --------------------- | ----- | ------- | ------- | ------- | ------------ | ------------ | ------------ | ------ | ------ | ------ |
| Eredivisie            | 12/11 | 14      | 3       | 11      | 14           | 2            | 12           | 28     | 5      | 23     |
| Coppa dei Paesi Bassi | -     | 0       | 0       | 0       | 1            | 0            | 1            | 1      | 0      | 1      |
| Totale                | -     | 14      | 3       | 11      | 15           | 2            | 13           | 29     | 5      | 24     |

### Statistiche dei giocatori
| Giocatrice     | Eredivisie | Eredivisie | Eredivisie | Eredivisie | Eredivisie |
| Giocatrice     | P          | PT         | AV         | MV         | BV         |
| -------------- | ---------- | ---------- | ---------- | ---------- | ---------- |
| L. Aerts       | ?          | 1          | 1          | 0          | 0          |
| J. Crins       | ?          | 42         | 23         | 6          | 13         |
| A. de Jong     | ?          | 0          | 0          | 0          | 0          |
| N. Evers       | ?          | 214        | 147        | 42         | 25         |
| L. Hunnekens   | ?          | 68         | 48         | 11         | 9          |
| Y. Janssen     | ?          | 2          | 2          | 0          | 0          |
| J. Knapen      | ?          | 165        | 136        | 20         | 9          |
| L. Oomen       | ?          | 48         | 21         | 11         | 16         |
| W. Smits       | ?          | 386        | 336        | 22         | 28         |
| P. Tober       | ?          | 184        | 140        | 14         | 30         |
| S. van Hameren | ?          | 2          | 2          | 0          | 0          |
| R. van Wijlick | ?          | 6          | 6          | 0          | 0          |
| L. Vermaas     | ?          | 181        | 106        | 50         | 25         |
| P. Volmer      | ?          | 15         | 13         | 1          | 1          |
| H. Wiegerinck  | ?          | 211        | 165        | 26         | 20         |

P = presenze; PT = punti totali; AV = attacchi vincenti; MV = muri vincenti; BV = battute vincenti

NB: Non sono disponibili i dati relativi alla Coppa dei Paesi Bassi e, di conseguenza, quelli totali